# Verdauung

Verdauungsapparat des Menschen

Als Verdauung, Verdauen (von althochdeutsch firdouwen „schmelzen, verflüssigen“, verwandt mit mittelhochdeutsch döuwen/douwen, „verdauen“, und neuhochdeutsch „tauen“) oder Digestion (lateinisch digestio) bezeichnet man den Aufschluss der Nahrung im Verdauungstrakt mit Hilfe von Verdauungsenzymen. Dabei entstehen durch chemische Spaltung (genauer: Hydrolyse) aus hochmolekularen Kohlenhydraten, Fetten und Proteinen niedermolekulare Verbindungen (z. B. Mono- und Disaccharide, Fettsäuren, Aminosäuren, Di- und Tripeptide), die zum Teil in Energie umgewandelt bzw. ansonsten bei der Produktion von neuer Körpersubstanz eingesetzt werden, indem der lebende Organismus sie nach einem chemischen Umbau in die verschiedensten Zellstrukturen einbaut.
Viele Nährstoffe, die mit der Nahrung aufgenommen werden, sind nicht wasserlöslich. Sie können deshalb nicht aus dem Dünndarm in das Blut und in die Lymphe aufgenommen werden. Wasserlöslich werden die Nährstoffe, wenn sie in kleinere Grundbausteine zerlegt werden. Enzyme, die in Verdauungssäften enthalten sind, katalysieren unterschiedliche Spaltungsreaktionen um ein Vielfaches. So kann die aufgenommene Nahrung in relativ kurzer Zeit verdaut werden.
Ein die Verdauung förderndes Mittel wird als Digestivum bezeichnet.

## Verdauung beim Menschen
Beim Menschen findet die Verdauung hauptsächlich im Mund, Magen (Gaster), Zwölffingerdarm (Duodenum) und im restlichen Dünndarm (Jejunum und Ileum) statt. Zur Aufnahme von Nährstoffen kommt es jedoch fast nur im Zwölffingerdarm und im Dünndarm.
Wer sein Essen gründlich kaut, bevor er es runterschluckt, leistet wichtige Vorarbeit für den Magen-Darm-Trakt. Denn durch die aufspaltenden Enzyme im Speichel wird die Nahrung schon mal in Einzelteile zerlegt – so beginnt die Verdauung bereits im Mund.

### Aufschluss und Aufnahme der Nahrung

#### Mund
Durch das Kauen im Mund wird die Nahrung mechanisch zerkleinert und mit dem Zusatz von Speichel gleitfähig gemacht, damit sie anschließend über die Speiseröhre in den Magen befördert werden kann.
Der Speichel wird von drei Speicheldrüsen produziert:
- Ohrspeicheldrüse (Glandula parotidea),
- Unterzungenspeicheldrüse (Glandula sublingualis) und
- Unterkieferspeicheldrüse (Glandula submandibularis).

Der wässrige Speichel enthält das Enzym Ptyalin, eine α-Amylase. Dieses spaltet die Stärke (Polysaccharide) in der Nahrung zu Malzzucker (Maltose), Maltotriose und Oligosacchariden – deswegen schmeckt Brot nach längerer Verweilzeit im Mund süßlich. Dies spielt aber physiologisch nicht immer eine Rolle, da die Zeit von der Nahrungsaufnahme bis zur Inaktivierung der Amylase durch den niedrigen pH-Wert des Magens zu kurz für tatsächliche „Verdauung“ ist. Die weitere Zerlegung von Stärke erfolgt später im Dünndarm. Des Weiteren wird „tierische Stärke“ (Glykogen) ebenfalls zu Maltose zerlegt. Während des Kauvorganges durchmischt die Zunge den Speisebrei, dieser wird anschließend von ihr gegen den Gaumen gepresst und der Schluckreflex ausgelöst. Dabei wird kurzzeitig der Kehldeckel abgesenkt, die Luftröhre geschlossen, so dass keine Nahrung in sie gelangen kann, die Atmung angehalten und der Zugang zur Nase abgeriegelt.
Nach der Mundhöhle gelangt die Nahrung in die Speiseröhre. Die Speiseröhre ist ein muskulöser Schlauch, der hinter der Luftröhre liegt und die Nahrung in den Magen transportiert. Gelangen Nahrungsreste in die Luftröhre, führt dies zu starkem Husten und im schlimmsten Fall zum Ersticken. Die Nahrung wird durch Muskelbewegungen (Peristaltik), die wellenförmig vom Rachen zum Magen verlaufen, in wenigen Sekunden in den Magen gepresst. Dies ist ein aktiver Transportvorgang innerhalb des Verdauungssystems. Aufgrund dieses Vorganges ist das Schlucken im Liegen ebenso wie im Handstand möglich.

#### Magen
Der Speisebrei wird  über längere Zeit im Magen gesammelt, der ein Fassungsvermögen von ca. 1,5 bis 2 Liter hat. Zunächst läuft die Stärkeverdauung durch die Amylase auch im Magen weiter. Am Eingang befindet sich der Magenmund (Cardia). Die Magenschleimhaut, welche die Innenwand des Magens auskleidet, ist stark gefaltet und von zahlreichen Drüsenzellen durchsetzt. Diese Zellen kann man in drei Typen unterteilen: Nebenzellen, Hauptzellen und Belegzellen. Durch die Belegzellen wird Salzsäure produziert. Diese hat nach einer halben bis einer Stunde den gesamten Mageninhalt durchsäuert. Die Hauptzellen sondern das inaktive Enzym Pepsinogen ab, das durch die Salzsäure zu Pepsin aktiviert wird. Das Pepsin spaltet Proteine in kleinere Peptide, die später weiter zerlegt werden. Da das Pepsin auch Kollagen – den Hauptbestandteil des Bindegewebes – umwandeln kann und der pH-Wert im Magen durch die Salzsäure bei etwa 0,9 liegt, ist es nötig, die Magenschleimhaut besonders zu schützen. In den Nebenzellen wird deswegen ständig ein hydrogencarbonatreicher, zäher Schleim abgesondert, der sich schützend über die Magenschleimhaut legt und einen Puffer zur lokalen Neutralisation der Magensäure bildet. Eine weitere proteinspaltende Substanz ist Kathepsin. Diese Enzyme und weitere Stoffe sind im Magensaft enthalten, von dem täglich 1,5–2 Liter gebildet werden. Außerdem wird in den Belegzellen des Magens der Intrinsic-Faktor gebildet, welcher für die Vitamin-B12-Resorption im Ileum wichtig ist. Die im Magen herrschende Peristaltik durchmischt den Speisebrei (Chymus) und drückt ihn durch den Pförtner (M. sphincter pylori), falls dieser entspannt ist, in den Zwölffingerdarm (Duodenum).

#### Dünndarm
Die verschiedenen Verdauungs- und Aufnahmestadien sind im Dünndarm sehr schwer zu unterscheiden, sie beginnen im Duodenum (Zwölffingerdarm) und enden im Ileum (Krummdarm).
Im Zwölffingerdarm wird die Magensäure durch Hydrogencarbonat-Puffer neutralisiert und mit Galle und Sekret aus der Bauchspeicheldrüse versetzt. Die Verdauung, also der Aufschluss von Nahrungsbestandteilen, wird hier abgeschlossen.
Im Falle der Kohlenhydrate schließt diese direkt an die Verdauung durch den Speichel im Mundraum an. Durch Ptyalin wird Stärke zu Oligosacchariden und Maltose verarbeitet. Diese werden durch die Enzyme Lactase, Sucrase und Maltase in ihre einzelnen Bestandteile (Glucose, Fructose, Galactose und Mannose) zerlegt, welche dann durch einen Na+-Glucose-Symport in die Zellen der Darmschleimhaut aufgenommen werden können.
Die ebenfalls vorverdauten Proteine, die nun ausschließlich als Peptide (Poly-, Di- und Tripeptide) vorliegen, werden durch Peptidasen (hauptsächlich Trypsin, Chymotrypsin und Carboxypeptidasen) zu Aminosäuren zerlegt. Sie werden durch einen Na+-Aminosäure-Symport in die Zelle aufgenommen. 90 % der Di- und Tripeptide werden über spezielle Transportmechanismen direkt in die Zelle geschleust und dort durch eine cytoplasmatische Peptidase zu Aminosäuren zerlegt.
Die noch nicht verdauten Fette (Lipide) liegen als Fetttröpfchen vor. Diese werden zuerst durch Lecithin und Gallensäure zu einer Fettemulsion verkleinert (primäre Mizellen). Dann werden sie durch die Enzyme Pankreaslipase und Gallensalz-aktivierte Lipase zu freien Fettsäuren und 2-Monoglycerid zerlegt. Die Salze der Gallensäure bilden nun mit den Fettsäuren sogenannte sekundäre Mizellen, in denen das 2-Monoglycerid eingeschlossen ist. Diese diffundieren passiv in die Darmschleimhaut, da die Zellmembranen der Darmschleimhaut lipophil sind. Die Salze der Gallensäure bleiben zurück, 90 % davon werden später im Ileum wieder aufgenommen.
Schließlich wird dem Speisebrei auch etwa 80 % des mit der Nahrung aufgenommenen und vom Körper durch Sekretion abgegebenen Wassers entzogen. Das sind täglich etwa 9 Liter Wasser, 2 Liter aus der Nahrung und 7 Liter aus den Verdauungssekreten. Das geschieht im Zusammenhang mit der Aufnahme von Salzen aus dem Speisebrei. Diese diffundieren passiv, dem Konzentrationsgefälle folgend, in die Zellzwischenräume. Kaliumkanäle und Natrium-Kalium-Pumpen in der Zellmembran sorgen für eine gleichmäßige Konzentration von Natrium- und Kalium-Ionen in der Zelle. Das Wasser folgt dem durch die Salze erzeugten osmotischen Druck und diffundiert von dort in den Blutstrom.
Im Dünndarm findet demzufolge die Resorption der Nährstoffbausteine statt. Nachdem die Nährstoffe (Kohlenhydrate, Fette und Proteine) in ihre Einzelbestandteile zerlegt worden sind, werden diese über die Dünndarmzotten ins Blut und in die Lymphe resorbiert (übergeleitet). Durch diesen Vorgang wird der größte Teil der energiereichen Stoffe für unseren Organismus bereitgestellt.

#### Dickdarm
Im Dickdarm (Intestinum crassum) werden weitere 19 % des noch im Speisebrei vorhandenen Wassers resorbiert (entzogen). Stoffe, die weder durch Verdauungsenzyme des Dünndarmes noch durch die im Dickdarm befindlichen Mikroorganismen fermentiert werden können, werden durch das Rektum unverändert ausgeschieden.

#### Mastdarm
Im Mastdarm findet keine Verdauung mehr statt, es wird jedoch dem Stuhl (Kot, med. Fäzes) Flüssigkeit entzogen, bevor er über den Anus ausgeschieden wird.

#### Ausscheidung
Der Druck in einem menschlichen Enddarm beträgt zwischen 67 hPa (in Ruhe) und über 133 hPa (extremes Pressen).
Deutlich höhere Drücke wurden bei Pinguinen ermittelt; für einen beschleunigten Stuhlgang unter den polaren Tiefsttemperaturen sorgen Drücke von bis zu einer halben Atmosphäre (600 hPa).

### Dauer
Der gesamte Verdauungsvorgang dauert je nach Art der aufgenommenen Nahrung unterschiedlich lang, die Zeiten variieren aufgrund der Zusammensetzung der Nahrung (z. B. Anteil der Kohlenhydrate und der Fette).
| Organ       | Entleerungszeit nach Nahrungsaufnahme | Verweildauer    |
| ----------- | ------------------------------------- | --------------- |
| Mund        |                                       | 10–15 Sekunden  |
| Speiseröhre | 1–10 Sekunden                         | ca. 10 Sekunden |
| Magen       | 0,5–6 Stunden                         | 4–6 Stunden     |
| Dünndarm    | 7–9 Stunden                           | ca. 6 Stunden   |
| Dickdarm    | 25–30 Stunden                         | 6–8 Stunden     |
| Mastdarm    | 30–120 Stunden                        | ca. 6 Stunden   |

Während des Schlafs wird die Verdauung besonders durch das Hormonsystem Somatotropin unterstützt, was zu einer schnelleren Aufnahme an Nährstoffen führt.

## „Verdauung“ in der Humoralphysiologie
In der mittelalterlichen Physiologie, auf Grundlage der antiken Humoralpathologie, stellte man sich den Magen als eine Art Kochtopf über der heißen Leber vor. Durch die aus der Leber entstehende Hitze, ergänzt durch die Wärme des Herzens, sollten demgemäß die festen Nahrungsbestandteile durch die digestio (Verdauung) in einen bierähnlichen Saft überführt werden. Eine Unterteilung dieser Verdauungsleistung im Sinne eines Drei-Stufen-Schemas (mit den drei Digestionen digestio prima, digestio secunda und digestio tertia) findet sich bei Isaak ben Salomon Israeli und in der Digestionslehre des Galenos: Bei der ersten Digestion (digestio prima) entsteht im Magendarmkanal der Chymus  (griechisch chymos) oder Chylus (chylos) genannte Speisebrei, der über das Pfortadersystem zur Leber gelangt und, nachdem die Milz Verunreinigung absorbiert hat, zur Schwarzen Galle wird. Bei der zweiten Digestion (digestio secunda) wird, unter Einfluss des Pneumas der Chylus umgewandelt in ein Gemisch der Kardinalsäfte „Schwarze Galle“ (melancholica), „Gelbe Galle“ (cholera), „Schleim“ (phlegma) und „Blut“ (sanguis). Dieses Gemisch (das Blut) gelangt dann in den Körper. Der dabei in das rechte Herz gelangte Teil wird dort unter Einfluss der (eingepflanzten) Wärme (calor innatus) gereinigt. Die Rückstände („Ruß“) werden durch die Lungenschlagader an die Lungen abgegeben und von dort ausgeatmet. Die dritte Digestion (digestio tertia) in den Organen und Geweben lässt aus Blut die geformten Gebilde des Körpers entstehen. Abfallprodukte der Digestionen sind Kot, Harn und Schweiß.

## „Verdauung“ in der Alchemie
In Anlehnung an die Verdauungslehre (Digestionenlehre) der mittelalterlichen Medizin wurde der Begriff der Verdauung (lateinisch digestio) auch in der Alchemie angewandt. Unter Digestion verstand man bei der Zubereitung pharmazeutischer und alchemischer Präparate eine langsame, beim Stehenlassen in mäßiger Wärme erfolgende Umwandlung und gegenseitige Durchdringung der entsprechenden Zutaten.

## „Verdauung“ von Gefühlen und Problemen
Viele Redensarten bringen die „Verarbeitung“ von Gefühlen, Stress und Problemen mit dem Verdauungsapparat in Verbindung, zum Beispiel: „daran habe ich noch lange herumgekaut“, „das muss ich erst hinunterschlucken“, „der frisst alles in sich hinein“, „das liegt mir (schwer) im Magen“, „da dreht sich mir der Magen um“, ein Problem „schlägt auf den Magen“, „das stößt mir sauer auf“, „das habe ich gründlich satt“. Oder auch: „mir kommt die Galle hoch“, „ihm ist etwas über die Leber gelaufen“.
Dass seelische Belastungen sich störend auf die Verdauung auswirken können, ist in der Medizin weitgehend anerkannt (siehe Psychosomatik). Zusammen mit dem Reizdarmsyndrom stellt der Reizmagen eine der häufigsten Verdauungsstörungen in den industrialisierten Ländern dar. Rund 25 Prozent der Bevölkerung haben damit mindestens einmal im Leben zu tun. Meist wird diese Diagnose dann gestellt, wenn keine organische Störung gefunden werden konnte. Vielen Menschen schlägt Stress auf den Magen, Übelkeit, Sodbrennen, Durchfall oder Verstopfung sind die Folge.